# Lucio Cecilio Metelo (cónsul 68 a. C.)
Lucio Cecilio Metelo  fue un senador y cónsul perteneciente a la poderosa familia de los Cecilios Metelos, hermano de Quinto Cecilio Metelo Crético, cónsul del año 69 a. C.

## Familia y carrera política
Hijo de Cayo Cecilio Metelo Caprario, cónsul en 113 a. C. y pontifex maximus, obtuvo la pretura en 71 a. C. y sucedió a Cayo Verres —quien había extorsionado muy duramente la provincia— como propretor de Sicilia al año siguiente. Expulsó de la isla a los piratas que habían derrotado a la flota romana y se habían apoderado del puerto de Siracusa. Su administración de Sicilia fue buena y elogiada por Cicerón por haber restaurado la paz y seguridad; aun así, junto con sus hermanos, defendió a Verres y trató de impedir las denuncias en su contra de los sicilianos.
Obtuvo el consulado en 68 a. C. junto a Quinto Marcio Rex, pero murió al comienzo de su magistratura.